# Wonderwall Music
Wonderwall Music je první sólové studiové album George Harrisona. Jeho nahrávání probíhalo v prosinci 1967 v Anglii a v lednu 1968 v Indii, pokaždé s jinými hudebníky. Jde o soundtrack k filmu Wonderwall. Album vyšlo v listopadu 1968 u vydavatelství Apple Records a EMI Records.

## Seznam skladeb
Autorem všech skladeb je George Harrison.
| Pořadí         | Název                 | Délka |
| -------------- | --------------------- | ----- |
| 1.             | Microbes              | 3:42  |
| 2.             | Red Lady Too          | 1:56  |
| 3.             | Tabla and Pakavaj     | 1:05  |
| 4.             | In the Park           | 4:08  |
| 5.             | Drilling a Home       | 3:08  |
| 6.             | Guru Vandana          | 1:05  |
| 7.             | Greasy Legs           | 1:28  |
| 8.             | Ski-ing               | 1:50  |
| 9.             | Gat Kirwani           | 1:15  |
| 10.            | Dream Scene           | 5:26  |
| 11.            | Party Seacombe        | 4:34  |
| 12.            | Love Scene            | 4:17  |
| 13.            | Crying                | 1:15  |
| 14.            | Cowboy Music          | 1:29  |
| 15.            | Fantasy Sequins       | 1:50  |
| 16.            | On the Bed            | 2:22  |
| 17.            | Glass Box             | 1:05  |
| 18.            | Wonderwall to Be Here | 1:25  |
| 19.            | Singing Om            | 1:54  |
| Celková délka: | Celková délka:        | 45:43 |

## Obsazení
- George Harrison – kytara, zpěv

Anglie
- John Barham – klavír, křídlovka
- Colin Manley – kytara, steel kytara
- Tony Ashton – jangle piano, varhany
- Philip Rogers – basová kytara
- Roy Dyke – bicí
- Tommy Reilly – harmonika
- Eddie Clayton (Eric Clapton) – kytara
- Richie Snare (Ringo Starr) – bicí
- Peter Tork – banjo (neuvdeden)
- Big Jim Sullivan – kytara

Indie
- Aashish Khan – sarod
- Mahapurush Misra – tabla, pakhavadž
- Sharad Jadev – shehnai
- Hanuman Jadev – shehnai
- Shambu-Das – sitár
- Indril Bhattacharya – sitar
- Shankar Ghosh – sitar
- Chandra Shekhar – surbahar
- Shivkumar Sharma – santoor
- S. R. Kenkare – flétna
- Vinaik Vora – thar-shehnai
- Rij Ram Desad – harmonium, tabla-tarang